# Czesław Machelski
Czesław Machelski  (ur. 1949) – polski inżynier budownictwa lądowego. Absolwent Politechniki Wrocławskiej. Od 2013 profesor na Wydziale Budownictwa Lądowego i Wodnego Politechniki Wrocławskiej.